# 2015年阿富汗雪崩
2015年阿富汗雪崩是發生於2015年2月24日至2月28日之間的雪崩，地點位在阿富汗潘傑希爾省境內，造成至少310人喪生，129人受傷。千名軍隊部署於潘傑希爾省進行救援。根據潘傑希爾省臨時省長表示，此場災難為阿富汗三十年來最嚴重的雪崩。

## 起因
雪崩的起因是大型暴風雪襲擊潘傑希爾省。此外，這場暴風雪造成了部分地區積雪高度接近一公尺，使得救援工作遭到阻礙。